# Harjumägi

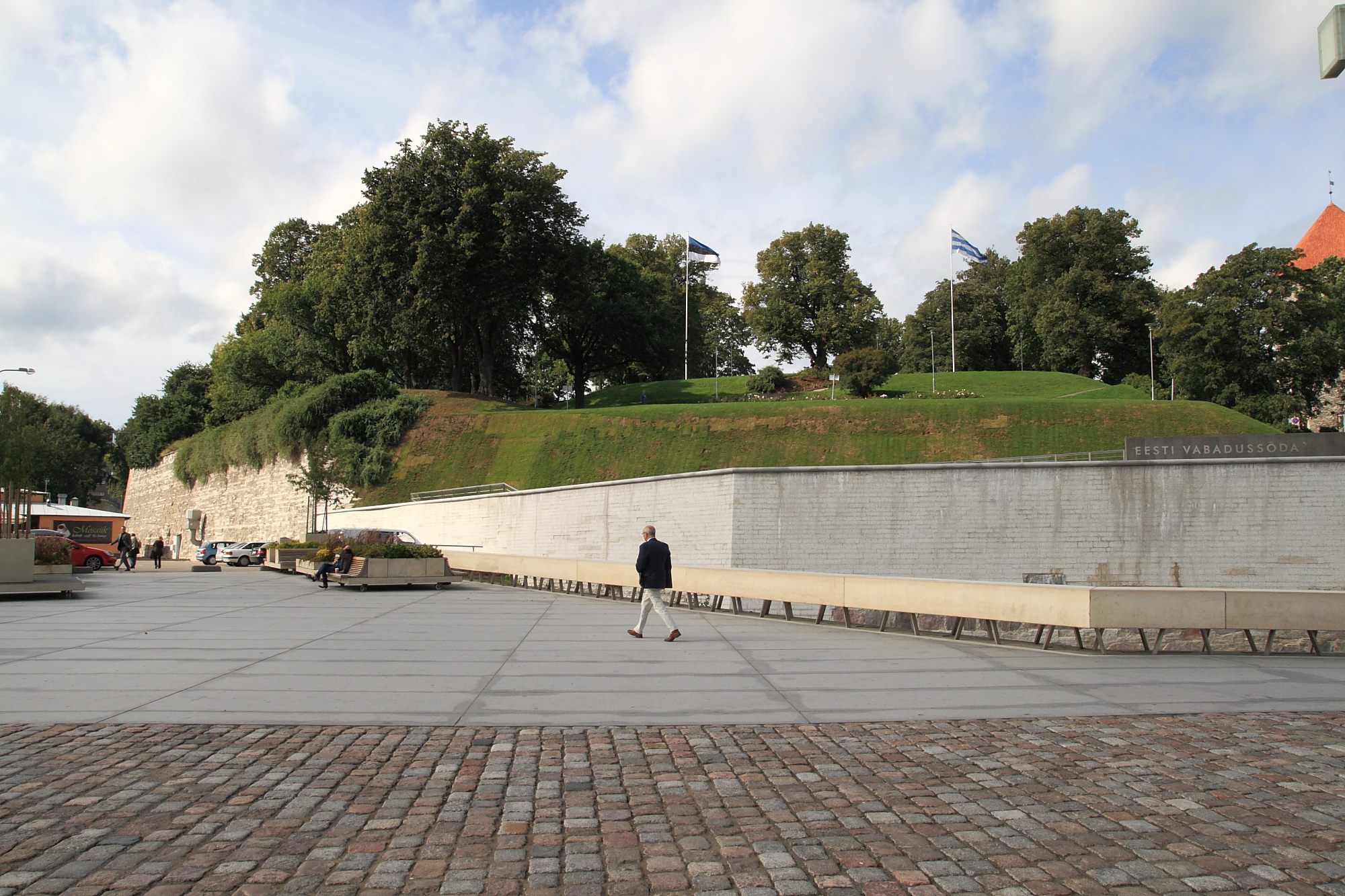
Vista para o Harjumägi (setembro de 2011)

Harjumägi (também Harju Gate Hill; em estoniano:  Harjuvärava mägi) é um parque em Tallinn, na Estónia.
O parque está localizado no Bastião Ingriano. O Bastião Ingriano foi construído em 1690 e, entre 1861 e 1862, foi transformado num parque. Ao mesmo tempo, as Escadas de Mayer foram construídas.
Desde 1959 o parque encontra-se sob proteção.